# Coen Hilbrink (verzetsman)
Coenraad Johan (Coen) Hilbrink (Almelo, 25 juni 1915 – Borne, 23 september 1944) was een Twents onderwijzer die tijdens de Tweede Wereldoorlog actief werd in het verzet tegen de Duitse bezetter.
Hilbrink was geboren als zoon van Sietse Arnold Hilbrink en Lamberdina Johanna Stuldreher. Het gezin woonde in Zenderen in een villa op het landgoed Lidwina waarvan de ouders beheerders waren. Zijn moeder overleed na ziekte op 24 november 1943, 58 jaar oud..
Hilbrink werd onderwijzer, en sloot zich, net als zijn vader Sietse en zijn broer Cor aan bij het verzet. Huize Lidwina werd een belangrijk hoofdkwartier van het Twentse verzet, vanuit de villa was de knokploeg Zenderen actief. In de villa werden vele acties voorbereid, zoals bevrijdingsacties van verzetsmensen.
In september 1944 wordt de knokploeg verraden. Dirk Ruiter en Sietse Hilbrink worden onder arrest gesteld, en ook twee vrouwen worden gearresteerd: Minie ter Horst-Schreurs (de vrouw van Johannes ter Horst) en Jo Krabbenbos. Minie had geprobeerd bij de overval door de SD te ontsnappen, maar was met haar rok in prikkeldraad vastgeraakt. Toen Hilbrink - die eigenlijk al veilig was - omdraaide om te proberen haar te helpen werd hij door de Duitsers doodgeschoten. 
Enkele andere verzetslui weten te ontsnappen: Chiel Ploeger is een auto aan het ophalen en wordt door de Duitsers over het hoofd gezien. Hij houdt zich vervolgens schuil. Daan Hillenaar schiet zijn pistool leeg en gooit nog een handgranaat naar de Duitsers, en weet vervolgens door het weiland te ontsnappen. Henk Michel (bijnaam "Koos") weet ook te vluchten. Andere leden van de knokploeg: Cor Hilbrink, Dries Kalter en Dick van Harten zijn niet aanwezig in de villa; zij proberen door het omkopen van een Sicherheitsdienst-agent Johannes ter Horst vrij te krijgen, die de avond tevoren is gearresteerd.
Dirk Ruiter en Sietse Hilbrink worden na verhoor direct geëxecuteerd. De lijken worden terug in de villa gebracht, en vervolgens wordt het gebouw met springstof opgeblazen. Minie Ter Horst-Schreurs en Jo Krabbenbos worden na verhoor - waarbij zij mishandeld zijn - weer vrijgelaten omdat zij aannemelijk kunnen maken niets met de verzetsgroep van doen te hebben gehad. De een vertelt dienstmeisje te zijn, de ander dat zij wasvrouw is en alleen het wasgoed kwam halen.
Na de dood van vader en zoon Hilbrink plaatsten de nabestaanden een advertentie met daarin de - in bezettingstijd gewaagde - tekst "... die op 23 september 1944 op Huize St. Luidwina te Zenderen door den vijand werden vermoord". De historicus Coen Hilbrink is een zoon van Hilbrink, hij werd 16 dagen voor de dood van zijn vader geboren.